# Хмелёв, Владимир Юрьевич
Владимир Юрьевич Хмелёв (род. 1953, Башкирская АССР) — исполняющий обязанности главы городского округа город Рыбинск (Ярославская область) в 2008—2009 годах. Директор Департамента строительства Ярославской области в 2009—2013 годах.

## Биография
Родился в селе Ермолаевское Ермолаевского района Башкирской АССР. Окончил инженерно-строительный факультет Ярославского политехнического института. 23 года проработал в этом вузе: сначала ассистентом кафедры строительных материалов и конструкций, затем заведующим лабораторией. Был директором научно-производственной фирмы «Нормэкс».
С 2000 по 2004 год был заместителем начальника управления инженерного обеспечения департамента городского хозяйства мэрии Ярославля. Затем 3 года занимал должность первого заместителя главы администрации Кировского района Ярославля. С мая 2007 года возглавлял администрацию Заволжского района Ярославля. С 20 февраля 2008 по 16 ноября 2009 года исполняющий обязанности главы городского округа город Рыбинск (Ярославская область). С 19 ноября 2009 года по 31 января 2013 года директор Департамента строительства Ярославской области.
В декабре 2008 года попал в аварию — в него врезался автомобиль, выехавший для обгона на встречную полосу. Следствие установило, что виновником был погибший водитель врезавшегося автомобиля.